# Sebastiania
Sebastiania är ett släkte av törelväxter. Sebastiania ingår i familjen törelväxter.

## Bildgalleri

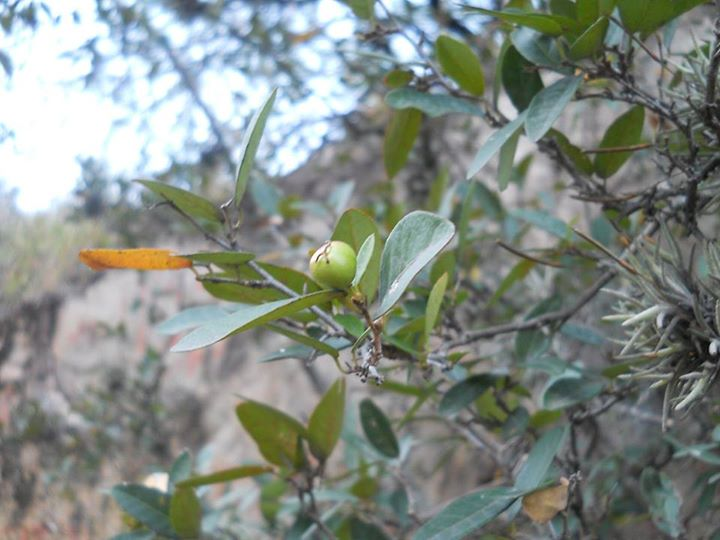
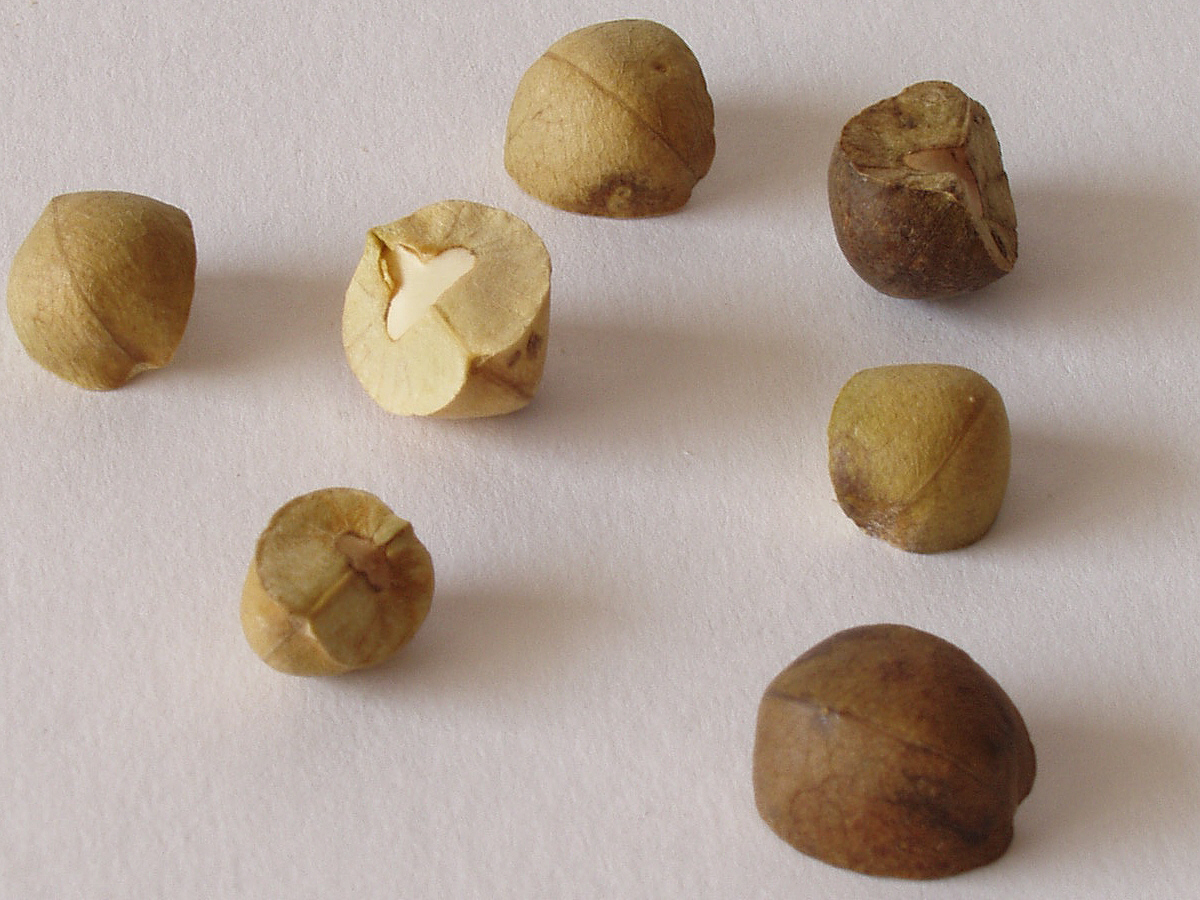
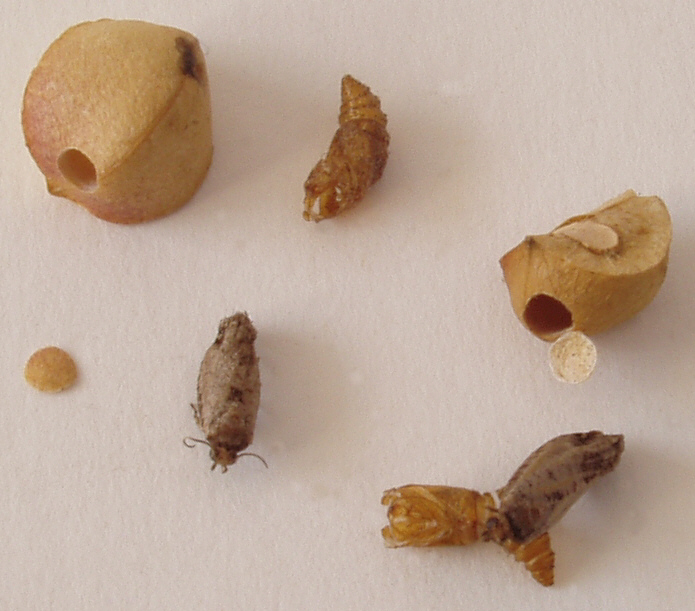
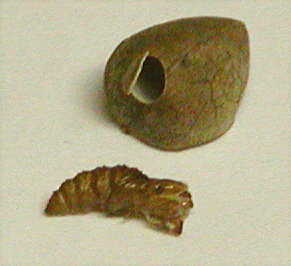

## Dottertaxa tillSebastiania, i alfabetisk ordning[1]
- Sebastiania adenophora
- Sebastiania ampla
- Sebastiania appendiculata
- Sebastiania argutidens
- Sebastiania bahiensis
- Sebastiania bicalcarata
- Sebastiania bilocularis
- Sebastiania boliviana
- Sebastiania brasiliensis
- Sebastiania brevifolia
- Sebastiania bridgesii
- Sebastiania catingae
- Sebastiania chaetodonta
- Sebastiania chahalana
- Sebastiania chiapensis
- Sebastiania commersoniana
- Sebastiania confusa
- Sebastiania cornuta
- Sebastiania cruenta
- Sebastiania daphniphylla
- Sebastiania dimorphocalyx
- Sebastiania echinocarpa
- Sebastiania edwalliana
- Sebastiania eglandulata
- Sebastiania glabrescens
- Sebastiania gracilis
- Sebastiania granatensis
- Sebastiania haploclada
- Sebastiania heteroica
- Sebastiania hexaptera
- Sebastiania hintonii
- Sebastiania huallagensis
- Sebastiania jacobinensis
- Sebastiania jaliscensis
- Sebastiania larensis
- Sebastiania laureola
- Sebastiania leptopoda
- Sebastiania longispicata
- Sebastiania lottiae
- Sebastiania macrocarpa
- Sebastiania membranifolia
- Sebastiania mosenii
- Sebastiania obtusifolia
- Sebastiania pachyphylla
- Sebastiania pachystachya
- Sebastiania pavoniana
- Sebastiania potamophila
- Sebastiania pteroclada
- Sebastiania pubescens
- Sebastiania pubiflora
- Sebastiania pusilla
- Sebastiania ramulosa
- Sebastiania rhombifolia
- Sebastiania riedelii
- Sebastiania rigida
- Sebastiania riparia
- Sebastiania rotundifolia
- Sebastiania rupicola
- Sebastiania sarmentosa
- Sebastiania schottiana
- Sebastiania serrata
- Sebastiania stipulacea
- Sebastiania subsessilis
- Sebastiania subulata
- Sebastiania tikalana
- Sebastiania trichogyne
- Sebastiania trinervia
- Sebastiania tuerckheimiana
- Sebastiania warmingii
- Sebastiania weddelliana
- Sebastiania venezolana
- Sebastiania vestita
- Sebastiania ypanemensis